# Capital productif
 (octobre 2023).
Si vous disposez d'ouvrages ou d'articles de référence ou si vous connaissez des sites web de qualité traitant du thème abordé ici, merci de compléter l'article en donnant les références utiles à sa vérifiabilité et en les liant à la section « Notes et références ».
Le capital productif, capital physique ou capital technique, est l’ensemble des biens de production que possèdent les entreprises et qui leur sert à produire des biens ou des services.
Le capital productif est constitué de biens immobiliers et de matériels de production (biens durables, etc.). 
Il s'accroit avec l’investissement en biens d'équipement et, sans investissement, décroit au fil du temps (selon un taux appelé taux de dépréciation du capital).